# Národní park Isle Royale
Národní park Isle Royale (anglicky  Isle Royale National Park) je národní park na severu Michiganu, na severu Spojených států amerických, v blízkosti hranic s Kanadou. Národní park tvoří lesnatý ostrov Isle Royale a dalších přibližně 450 menších přilehlých ostrovů. Isle Royale leží na severozápadě Hořejšího jezera. Ostrov nemá žádné obyvatele a nachází se takřka "mimo civilizaci".

## Geografie a flora
Isle Royale je 72 km dlouhý a maximálně 14 km široký. Nejvyšší bod Mount Desor leží v nadmořské výšce 425 metrů. Pobřeží ostrova je skalnaté a kamenité. Na ostrově rostou především boreální lesy. Hlavními stromy jsou jedle balzámová, smrk sivý, bříza papírovitá, topol a jeřáb americký (Sorbus americana). V západní části ostrova se nachází i listnatý les. Nejvíce jsou zastoupeny javor cukrový a bříza žlutá. 

## Národní park
Národní park Isle Royale byl vyhlášen 3. dubna 1940. Do nejpřísněji chráněné kategorie jako "divočina" (Wilderness) byl zařazen 20. 10. 1976. Unikátní ekosystém ostrova Royale byl v roce 1980 zapsán na seznam mezinárodních biosférických rezervací.
Rozloha národního parku je 2 314 km2, z toho 540 km2 představuje souš. Správa národního parku sídlí ve městě Houghton na poloostrově Keweenaw na adrese 800 East Lakeshore Drive, Houghton, MI 49931.
Z hlediska návštěvnosti zaujímá Národní park Isle Royale 330. místo mezi národními parky a národními památkami ve Spojených státech. V roce 2016 jej navštívilo 24 966 turistů a milovníků přírody.

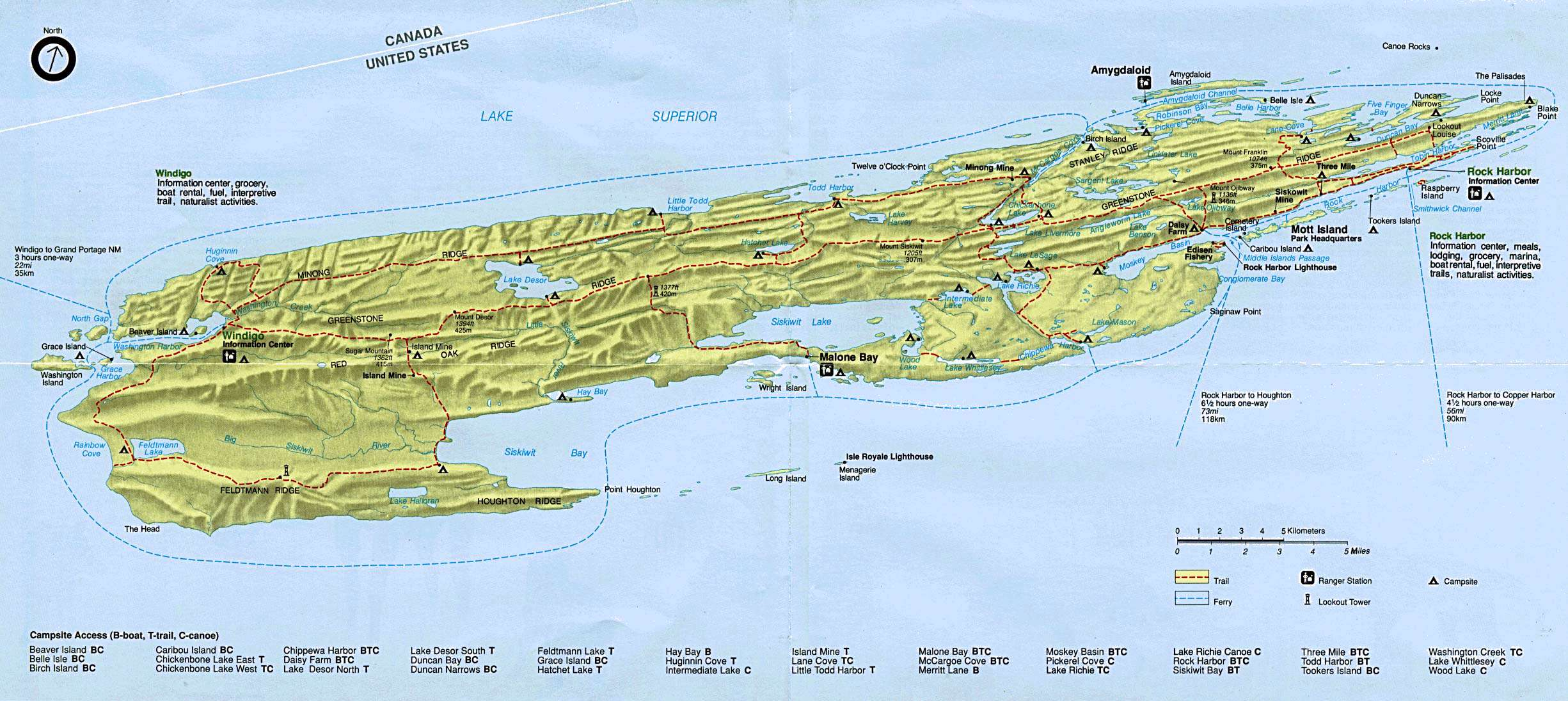
Mapa ostrova